# Jozef Roháček
Jozef Roháček (Ótura, 1877. február 5. – Pozsony, 1962. július 28.) szlovák protestáns lelkész, bibliafordító, tanár.

## Élete
Szülei Matej Roháček és Mária Alušícová voltak.
Valószínűleg 1888-1894 között nagybátyjával Bécs és környékére járt házalni. 1894 tavaszán találkozott először az óturai Roy nővérekkel, ami nagyban befolyásolta későbbi pályafutását. 1897-ben jelen volt az óturai Kék kereszt egyesület első közgyülésén, melynek tagja lett. 1898-ban a Roy nővérektől kapott egy cseh bibliafordítást.
1909-ben megnősült és megszületett első fia Ivan Vladimír sakkmester. 1911-ben Nyíregyházára ment lelkésznek.
1915-1918 között katonai kórházak lelkésze, majd visszatért Nyíregyházára. 1920-1921-ben Debrecenben tartották fogva, majd Pozsonyba távozott. 1921-1925 között jelent meg szerkesztésében a Klasy folyóirat. 1924-ben jelent meg fordításában az Újszövetség. 1925-ben lelkészi vizsgát tett és Modorra került.
1938-ban tanulmányutat tett a Szentföldre. 1940 után középiskolai tanár volt.

## Emlékezete
- 2011-től van műemléke Óturán

## Művei
- 1910-ben jelent meg Szent Márk evangéliuma fordítása
- 1912-ben jelent meg mind a 4 evangélium fordítása
- 1926-ban jelent meg a Zsoltárok könyve fordítása